# Кочевска-Река
Кочевска-Река (словен. Kočevska Reka) — посёлок в юго-восточной Словении. Изначально был основан как немецкая деревня Rieg еще в XIV веке. В годы Десятидневной войны в поселке располагался штаб Словенской территориальной обороны. 28 июня 1991 года поселок подвергался бомбардировке со стороны югославской авиации.